# Armin Abmeier
Armin Abmeier (* 7. Januar 1940 in Göttingen; † 24. Juli 2012 in München) war ein deutscher Buchhändler und Herausgeber.
Abmeier arbeitete als Buchhändler, in der Verlagswerbung und als freier Verlagsvertreter u. a. für die Verlage Greno, Hanser, Schirmer/Mosel und Wagenbach. Ab den 1990er Jahren gab er Die Tollen Hefte heraus und leitete an diversen Hochschulen Veranstaltungen zum Thema Buch und Illustration.
Die Tollen Hefte wurden nach seinem Tod von Rotraut Susanne Berner bis 2019 weiter herausgegeben.
Abmeier lebte bis zu seinem Tod in München, war Kurator der Stiftung Illustration und gründete 2010 Die Tolle Galerie.
Ab 1988 war er mit Rotraut Susanne Berner verheiratet, in deren Wimmelbüchern er als Armin, der Buchhändler verewigt ist.
Im Dezember 2021 wurde bekannt, dass das Deutsche Buch- und Schriftmuseum Abmeiers Sammlung von US-Underground- und Independent-Comics von seiner Witwe Rotraut Susanne Berner erwerben konnte.

## Auszeichnungen
- 2004: Bronzemedaille der Ausstellung Schönste Bücher aus aller Welt für Lebens-Mittel
- 2006: Luchs des Monats für Hör zu, es ist kein Tier so klein, das nicht ein Bruder von dir könnte sein
- 2006: Buch des Monats des Instituts für Jugendliteratur für Hör zu, es ist kein Tier so klein, das nicht ein Bruder von dir könnte sein
- 2007: lobende Erwähnung beim Bologna Ragazzi Award für Hör zu, es ist kein Tier so klein, das nicht ein Bruder von dir könnte sein
- 2008: Kröte des Monats für Alphabet und Zeichenstift. Die Bilderwelt von Rotraut Susanne Berner